# دييغو غونسالفيس
دييغو غونسالفيس (22 سبتمبر 1994 في البرازيل - ) هو لاعب كرة قدم برازيلي في مركز الوسط. لعب مع أتليتيكو كلوب دي برتغال وجمعية بورتوغيزا الرياضية ونادي أولهانينسي.

## وصلات خارجية
- دييغو غونسالفيس على موقع رابطة كرة القدم اليابانية للمحترفين (اليابانية)
- دييغو غونسالفيس على موقع قاعدة بيانات كرة القدم.إي يو (الإنجليزية)
- دييغو غونسالفيس على موقع Soccerway.com (الإنجليزية)
- دييغو غونسالفيس على موقع عالم كرة القدم.نت (الإنجليزية)
- دييغو غونسالفيس على موقع AS.com (الإسبانية)